# Alejandro Ortiz
Alejandro Lázaro Ortiz Herrera (3 maggio 1952) è un ex cestista cubano.

## Carriera
Con Cuba ha disputato due edizioni dei Giochi olimpici (Montréal 1976, Mosca 1980) e i Campionati mondiali del 1974.